# Knoblauch (Ketzin/Havel)

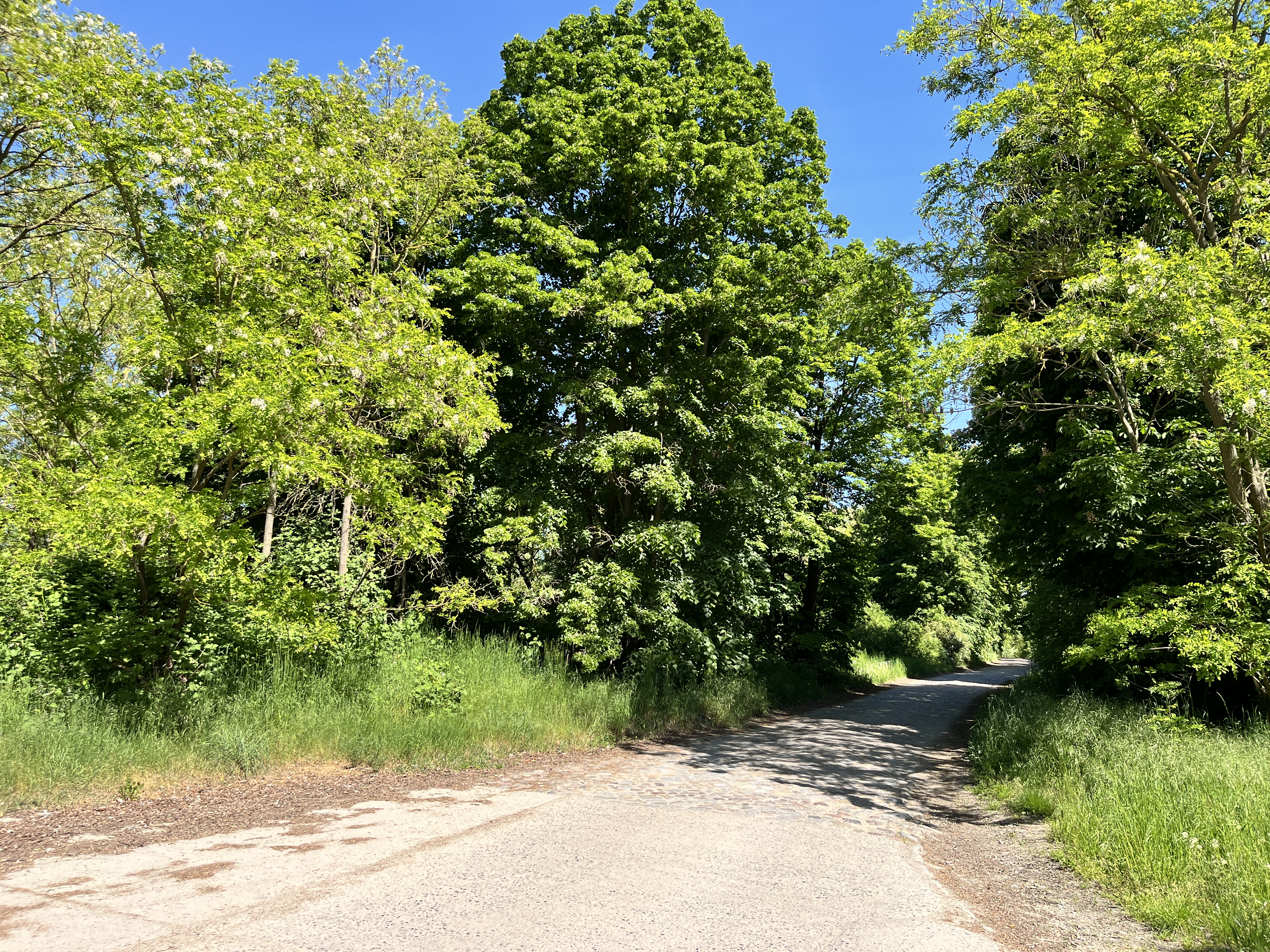
Wüstung Knoblauch

Knoblauch ist ein ehemaliger Ort im Landkreis Havelland. Die Gemarkung der Wüstung Knoblauch ist heute Bestandteil der Stadt Ketzin/Havel. Das Dorf wurde zur Jahreswende 1968/1969 zu Gunsten eines Erdgasspeichers aufgegeben.

## Ortsname

Wappen derer von Knoblauch

Für den Ortsnamen Knoblauch gibt es verschiedene Deutungen,
- die eine bezieht sich auf das polabische Wort „Chleboloky“ – der Brotfresser,[1] das slawische chleb – Brot und das slawische lokati – gierig, fressen oder saufen stehen somit für „Brotfresser“ oder „blutdürstiger Mensch“[2].
- Eine andere von Etymologen getragene Deutung bezieht sich auf die Gewürzpflanze Knoblauch.[1] Letzte Deutung wird sicherlich getragen von der Tatsache, dass die Familie von Knoblauch (seit 1316 in der Mark nachweisbar), die im 15. bis 17. Jahrhundert mit Knoblauch belehnt war,[3] in ihrem Familienwappen drei Knoblauchpflanzen trägt.[1]
- Eine weitere Deutung bezieht sich auf die Zeit, als der Ort noch Klebelock geschrieben wurde. Klebelock bedeutet so viel wie klebriges Loch oder klebrige Niederung und ist vermutlich der Bodenbeschaffenheit (fetter Lehmboden) geschuldet. Eine Herleitung des Namens aus dem Deutschen erscheint möglich, da es sich bei Knoblauch um eine Neugründung aus der Zeit Albrechts des Bären handelt.[2]
- Auch eine Übernahme des Namens von dem im Milower Ländchen liegenden Ort Knoblauch kann nicht ausgeschlossen werden.[2]

## Geschichte

### Beginn bis zum 16. Jahrhundert
Der Schwedenwall als Zeichen einer frühen Siedlung oder auch Schwedenschanze genannt, war vermutlich ein slawischer Burgwall, dem sich eine frühdeutsche Höhenburg anschloss. Bronzezeitliche Funde lassen jedoch eine frühzeitliche Siedlungsgeschichte in dieser Gegend vermuten.
Knoblauch wurde erstmals 1197 als Clebeloc im Zusammenhang mit der Schenkung von Ketzin und seinem damaligen Filial Clebeloc durch Otto II. an das Domkapitel zu Brandenburg erwähnt. Später wurde es auch als Cnobeloc genannt.
Zu Beginn des 14. Jahrhunderts wurde Knoblauch ein Pfarrdorf, denn der Bischof von Brandenburg von der Schulenburg vereinigte um 1366 die Pfarre zu Knoblauch als mater mit der von Etzin als filial. Jedoch ist davon auszugehen, dass es nicht lange Pfarrdorf blieb. Nach dem Umzug des Pfarrers nach Etzin wurde selbiges Kirchdorf und Knoblauch nur eine Filial von Etzin. Auch 1382, 1389 und 1460 findet nur noch ein Pfarrer von Etzin Erwähnung, ein Pfarrer zu Knoblauch findet zu dieser Zeit keine Erwähnung mehr. So wird für das Jahr 1382 ein gewisser Johann von Knobloch als Priester in Etzin genannt. Knobloch wurde aber als Ort im Riedelschen Codex diplomaticus Brandenburgensis von 1847 erwähnt. Ferner wird es als Filial von Etzin mit 3 von der Pfarre selbst bewirtschafteten Pfarrhufen beschrieben.
Knoblauch ist eng verbunden mit der Geschichte der Juden in der Mark Brandenburg und deren Verfolgung. Im Jahre 1510 wurde gegen die märkischen Juden im Berliner Hostienschänderprozess Anklage wegen Hostienfrevel und Kindesmord erhoben. Anlass dafür bot der Einbruch in die Knoblaucher Kirche und der damit verbundene Diebstahl einer vergoldeten Monstranz und zweier geweihter Hostien. Dem Prozess folgte noch im selben Jahr die Vertreibung aller Juden aus der Mark Brandenburg.
Bis zur Reformation war Knoblauch ein Tafelgut des Bischofs zu Brandenburg, danach dem damaligen Amte Ziesar zugehörig.
Etwa 1539 trat Knoblauch der Reformation bei und bekannte sich, so wie der größte Teil der Mark, öffentlich zu Luther. Zu dieser Zeit entstand ein kurfürstliches Vorwerk nahe dem Dorfe, welches bis zum 18. Jahrhundert von kurfürstlichen Pächtern verwaltet wurde und dann von der Gemeinde als Pächter übernommen wurde.

### 17. bis 19. Jahrhundert
Unter den Kriegslasten und den Gräueltaten der Landsknechte im Dreißigjährigen Krieg litt Knoblauch ebenso wie der Rest des Havellandes. Hunger und Seuchen wie die Pest bestimmten das Leben und der Tod wurde allzu oft als Erlösung empfunden. So mussten die Knoblaucher trotz Hungersnot zum Beispiel am 17. März 1628 mit der Einquartierung von einer Kompanie kaiserlicher Truppen 160 Leute und deren Tiere zusätzlich versorgen. Zeitgleich hatten sie mit den Einwohnern von Ketzin und Weseram einen Heerwagen zu stellen.
Am 28. Juni 1675, während des Schwedisch-Brandenburgischen Krieges, wurden die Schweden in der Schlacht bei Fehrbellin aus dem Havelland vertrieben. Zuvor hatten sie jedoch das Dorf und die Kirche von Knoblauch geplündert.
Die Prediger von Etzin und Knoblauch werden seit 1571 namentlich aufgeführt, darunter befinden sich Johann Peter Süßmilch (1707–1767), Joachim Friedrich Seegebarth (1714–1752), Gerhard Arnold Sybel (1773–1814), Johann Friedrich Ernst Duchstein (1784–1867).
Der Vater der deutschen Statistik und Demografie, Johann Peter Süßmilch, war ab 1741 ein Jahr der Pfarrer von Etzin und seiner Filial Knoblauch. Am Sonntag, dem 13. August 1741 hielt der ehemalige Feldprediger seine Antrittspredigt als Gemeindepfarrer. „Für diesen Tag (11. Sonntag nach Trinitatis) hatte der König ein Dankfest zur Würdigung der Einnahme von Breslau im Ersten Schlesischen Krieg angeordnet.“ Über das genaue Thema der Antrittspredigt Süßmilchs liegen keine Unterlagen mehr vor, er wird jedoch sicherlich dem Befehl des Alten Fritzen gefolgt sein und über diesen militärischen Erfolg gepredigt haben, schließlich hatte er als Feldprediger mit seinem Regiment kurz zuvor in der Schlacht von Mollwitz vor Breslau gestanden. Seit 1996 erinnert eine Gedenktafel für Süßmilch in der Dorfkirche von Etzin an seine Zeit als Pfarrer in Etzin und Knoblauch.
Süßmilchs Nachfolger als hiesiger Pfarrer war Joachim Friedrich Seegebarth.
Ab 1752 wirke Pfarrer Gelhar in Etzin und Knoblauch, unter seiner Führung erhielt die Kirche einen neuen Innenanstrich und eine Kanzel. 1770 wurde das ehemalige Haus des Dorfschneiders zur Dorfschule umgebaut. Damit mussten die Schüler nicht mehr nach Etzin zum Unterricht. 1773 und 1777 kam es durch Blitzeinschläge zu Feuerkatastrophen auf mehreren Gehöften im Dorf. In den „Moralisch-religiösen Annalen von Etzin und Knoblauch, vorgelegt von Inspektor Hanstein“ aus dem Jahre 1803, erstellt aufgrund einer Schul- und Kirchenvisitation in Knoblauch, erhalten sowohl die Kirche wie auch die Schule kein gutes Urteil.
Während der Koalitionskriege zogen französische Truppen plündernd durchs Dorf. Die anschließend durch die Franzosen auferlegte Kontribution ließ die Gemeinde verarmen. Die malermäßige Ausschmückung der Kirche erfolgte anlässlich der Feierlichkeiten zum Sieg über Napoléon am Ende der Befreiungskriege. 1816 wechselte die Zugehörigkeit des Dorfes vom königlichen Amte Ziesar zum Domänenamt Fahrland. 1817 erfolgten Reparaturarbeiten am Kirchturm, am 15. September wurden der Kirchturmkopf und die dazugehörige Fahne abgenommen. Im Kirchturmkopf fand man eine Kupferbüchse mit Aufzeichnungen und Münzen aus der Zeit um 1726. Die Fahne und der Kirchturmkopf wurden neu vergoldet und der größte Teil des Kirchturms wurde umgedeckt.
Nach Abschluss der Bauarbeiten wurde die Kupferbüchse wieder befüllt und mit einer Nachricht an die Nachkommen vom 22. September 1817 vom Pfarrer Johann Friedrich Ernst Duchstein (seit 1812 Prediger zu Etzin und Knobloch), dem Schullehrer Friedrich Bauer, dem Gerichtsschulzen Friedrich Wilhelm Henckel, dem Vierhüfner und Kirchen- und Schulinspektor Johan Wilhelm Kühne und dem Schulvorsteher Joachim Frehlandt ergänzt. Diese Nachricht enthielt einen Bericht über den Zustand des Dorfes. Es wurde von 19 Bauernwirtschaften, zwei Familienhäusern, dem Schulhaus, zwei Hirtenhäusern, der Schmiede und dem Leinenweberhaus berichtet. Des Weiteren enthielt der Bericht eine Aufschlüsselung über die soziale Zusammensetzung der Dorfbewohner. So gab es im Dorf 1817 135 Einwohner über 12 Jahre, darunter waren ein Gerichtsschulze, ein Schulvorsteher, vier Einhüfner, drei Dreihüfner, von denen einer gleichzeitig Gerichtsschöppe war, vier Vierhüfner, von denen einer gleichzeitig Gerichtsschöppe war und ein weiterer Kirchen- und Schulinspektor, ein Huf- und Waffenschmied und ein Garnmacher.
Die Reparatur der Kirche und der Bau einer neuen Schule 1847 waren sicherlich den Kriegsschäden und dem bereits erwähnten Bericht des Inspektors Haustein geschuldet.
Das Leben im Dorf ging in dieser Zeit seinen geregelten Gang und war von ein wenig Wohlstand und Fortschritt gekennzeichnet.
Der Deutsch-Französische Krieg findet auch in Knoblauch seine Anhänger, die ihn bejubelten und nach seinem Ende einen Kriegerverein bildeten.

### 20. Jahrhundert und das Ende
92 Knoblaucher nahmen am Ersten Weltkrieg teil. In den Kriegsjahren machten viele Knoblaucher Bauern auch im Steckrübenwinter 1916, als wegen schlechter Witterungsverhältnisse die Ernte nur die Hälfte des Vorjahresergebnisses einbrachte, dank der „Hamsterer“ aus Berlin gute Geschäfte.
Das Ende des Krieges wird trotz guter Geschäfte in dieser Zeit überall gefeiert und gutgeheißen. 1932 gab es ein Großfeuer in Knoblauch, acht Gehöfte brannten nacheinander ab. Der Brandstifter wurde jedoch nicht gefasst. Die betroffenen Bauern waren aber gut versichert und konnten ihre Gebäude wieder errichten.
Im Zweiten Weltkrieg wurde das Schulhaus als Quartier für eine Flak-Scheinwerferabteilung genutzt. 1945 zog das Militär ab. Dafür kamen etwa 350 Flüchtlinge ins Dorf. Am 21. April 1945 war der Krieg für die Knoblaucher mit dem Einrücken der Roten Armee vorerst zu Ende. Die Bevölkerung plünderte die örtlichen Kaufmannsläden. Am 4. Mai 1945 kehrte der Krieg noch einmal kurz nach Knoblauch zurück, als deutsche Truppen über Knoblauch und Tremmen versuchten, nach Westen durchzubrechen. Die deutschen Truppen hatten sich an der Chaussee zwischen Vorketzin und Etzin verschanzt. Eine Kapitulation wurde gegenüber einem Parlamentär der Roten Armee abgelehnt.
Im daraufhin folgenden Kampf wurden die Kirche und einige Häuser zerstört. Diesen letzten Kampfhandlungen fielen insgesamt 51 Deutsche (50 Soldaten und 1 Zivilist) und fünf Rotarmisten zum Opfer.
Während der Bodenreform 1945/1946 wurden 124 ha an zehn Bewerber aufgeteilt. 1949/50 begann das Dorf zu wachsen und die Neubauern begannen mit dem Bau von eigenen Häusern und Ställen. Am 20. März 1953 wurde in Knoblauch eine LPG gegründet. Diese Genossenschaft stand unter der Patenschaft der SED-Bezirksleitung Potsdam und wurde bis 1955 zu einem Vorzeigebetrieb, der von Walter Ulbricht gemeinsam mit einer sowjetischen Partei- und Staatsdelegation besucht wurde.
1961 begann die Förderung von Erdgas. Bereits im Juli standen zwei Bohrtürme im und zwei vor dem Dorf. Bis 1963 wurde ein Untergrundspeicher errichtet, welcher ab 1965 sein eingelagertes Erdgas in ein Verbundnetz abgeben sollte. Am 9. September 1964 wurde mit der Gasbefüllung der Ringleitung aus dem Untergrundspeicher begonnen und die zwölf Sonden anschließend geschlossen.
Zum 31. Dezember 1964 zählte Knoblauch 460 Einwohner, zum 1. Juli 1950, dem Tag der Eingemeindung nach Ketzin, waren es 622 gewesen. Aber da es zunächst zu keinem außergewöhnlichen Ereignis kam, wurde das Leben auf dem Gasspeicher schnell zur Gewohnheit. Dies änderte sich im Winter 1965, als erstmals Gas austrat und immer wieder hohe Kohlenmonoxid-Werte in der Luft gemessen wurden. Für ein Viertel der Einwohner von Knoblauch wurden daraufhin nächtliche Notquartiere eingerichtet, die abends bezogen wurden. Am nächsten Morgen kehrten sie zum Lüften in die eigene Wohnung zurück. Ein Ende dieser Situation war nicht in Sicht und verschärfte sich durch die Explosion einer Mess-Sonde im Sommer 1966. Die Bohrtruppmannschaft benötigte zum Abdichten der Unglücksstelle vier Tage. Die Knoblaucher forderten Aufklärung des Unglückes und Informationen von den Verantwortlichen und eine Gewähr, dass so etwas nicht wieder passieren würde.
Im Oktober 1966 entging der Ort knapp einer Katastrophe, weil ein Ventil einer Sonde, die sich hinter dem Gasthaus befand, abriss. Einer Fontäne gleich erhob sich eine Säule aus Wasser, Gas und Sand und ging auf die umliegenden Dächer nieder. Die Bewohner löschten das Feuer in ihren Öfen und verließen fluchtartig ihre Häuser. Auch dieser Schaden wurde behoben. Jedoch bestanden weiterhin erhöhte CO-Werte, so dass der Ministerrat der DDR am 22. Dezember 1966 die Umsiedlung der Knoblaucher Bewohner beschloss. Die Bewohner wurden in kurz vorher errichtete Neubauten in Markee, Falkenrehde und Ketzin untergebracht. Betroffene berichteten: „Als das Dorf geräumt war und die Baustoffe angefahren waren, wurde organisiert. Ist doch klar, jeder brauchte Zement und Steine für seine eigene Datscha. Und so kam es, daß die Abdichtung des Erdreichs nicht vollständig war. Die Bewohner der restlichen Häuser klagten plötzlich über Übelkeit, und das Vieh in den verbliebenen Ställen kippte reihenweise um. Das austretende Gas wurde zur Gefahr. Aber davon wollte man nichts wissen, alles wurde tot geschwiegen …“ Den ehemaligen Bewohnern des Dorfes wird nachgesagt, dass sie mit einer solchen Großzügigkeit entschädigt wurden, dass sie von Stund an stumm waren und dies selbst den nächsten Verwandten gegenüber. Wie hoch die staatliche Entschädigungssumme genau war, blieb unbekannt. Die Wohnhäuser, Stallungen und die Kirche wurden vom Staat gekauft und abgerissen – damit hörte das Dorf Knoblauch nach fast 800 Jahren auf zu existieren.
Viele der ehemaligen Einwohner Knoblauchs fanden Ende 1967 in den Neubaublöcken in Ketzin „Am Mühlenweg“, den noch heute so genannten Knoblaucher Blöcken, ein neues Zuhause. Bis zur Wende fanden viele von ihnen Arbeit in der auf Eier- und Broilerproduktion spezialisierten Ketziner LPG „Otto Grotewohl“, die eine der wohlhabendsten Landwirtschaftlichen Produktionsgenossenschaften der DDR war.
Bei einer Gasblasenexplosion kamen vor der Evakuierung des Ortes zwei Arbeiter des UGS-Untergrundgasspeichers ums Leben.
Der Standort des Untergrundgasspeichers wurde im Jahr 2004 zum Standort eines Pilotprojektes zur Separierung und Speicherung von CO2. Dazu wurde CO2 bei der Verstromung von Braunkohle separiert und in Ketzin in den Boden verpresst. Im Rahmen des Pilotprojektes sollte nun die Möglichkeit überprüft werden, ob sich das Gas dauerhaft speichern lässt und somit seine Klimawirksamkeit genommen wird.